# ラパーク岸和田
ラパーク岸和田(ラパークきしわだ、英文名称：LAPARK Kishiwada)は大阪府岸和田市春木若松町にあるショッピングセンターである。
南海本線春木駅駅前の（株）テザック工場跡地再利用事業として開設されたもの。

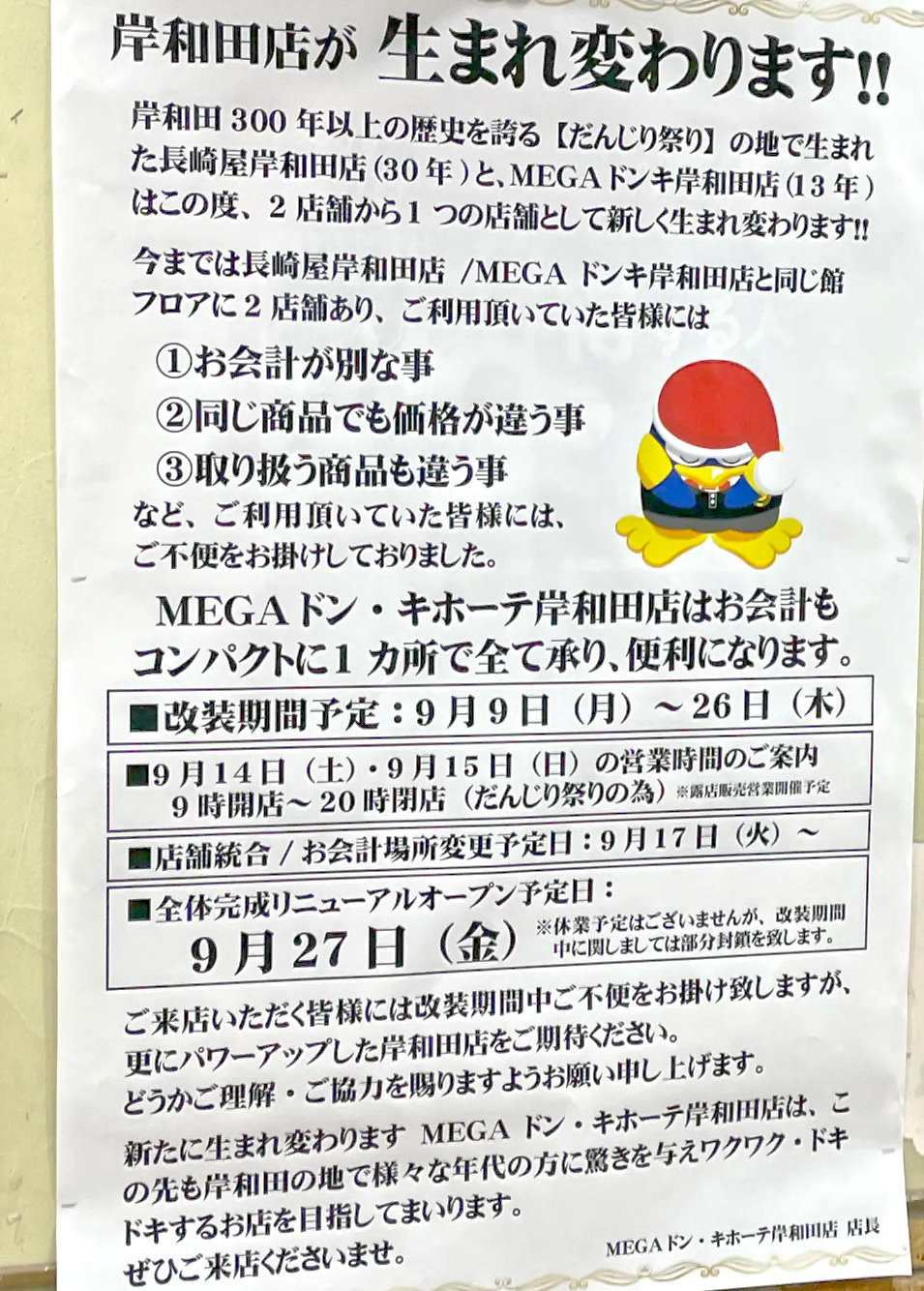

長崎屋岸和田店とMEGAドン・キホーテ岸和田店は、店舗統合し2024年9月27日金曜日に全体完成リニューアルオープンした。2024年9月9日月曜日〜2024年9月26日木曜日に店舗改装を行い、2024年9月17日火曜日からお会計場所変更と店舗統合をしている。
なお、旧長崎屋エリアで販売しているお惣菜等に貼っているバーコードシールの販売者は長崎屋と書かれている。

## テナント
主要テナント
- 長崎屋岸和田店
- MEGAドン・キホーテ岸和田店

公共施設
- 岸和田市立春木市民センター

ATM
- 池田泉州銀行
- ゆうちょ銀行
- 紀陽銀行
- セブン銀行

食料品
- やざき寿司
- 野菜の店かわさき
- ミートワールドます田
- HORN
- 伊勢屋漬物店
- 牛兆岸和田春木店

レストラン&カフェ
- ピザハットラパーク岸和田春木店
- 餃子の王将ラパーク岸和田店
- 鳥貴族ラパーク岸和田店
- ファーストキッチン岸和田ラパーク店
- 杵屋岸和田ラパーク店
- す〜さんのインド料理
- めん処味右肩上りもんじろう
- ホリーズカフェ
- ハッピークレープ岸和田店

雑貨&本&コスメ
- ダイソーラパーク岸和田店
- ニトリデコホームラパーク岸和田店
- アバンティブックセンターラパーク岸和田店
- トレジャーファクトリー岸和田店
- ギャラリー上田
- バラエティ101岸和田店
- 文具のコンパス岸和田店
- クレコンタクトキスパ店
- クレメガネキスパ店
- 花屋 HANATOKU
- SO"PO"
- ジュエリーフルミヤ
- リ・フィール

ファッション
- ファッション市場サンキ岸和田店
- 東京靴流通センターラパーク岸和田店
- HangLoose
- M's style
- シューズマジェスタ
- ルイ
- ドリーム
- 本きもの松葉
- たから弥
- GALFIT
- Brats
- TOMATO

サービス
- 【女性専用】オーガニックグレイカラー専門店　LOVERS
- ライフクリーナー岸和田店
- SHINYA HAIRS ラパーク春木店
- 岸和田ラパークチャンスセンター
- 保険見直し本舗ラパーク岸和田店
- よねたに歯科
- 講談社すこやか教室
- 講談社リトル英語教室
- 新日本ミュージック（株）
- 寸法直しの専門店マスダ
- 脱毛専門店motラパーク岸和田店
- 買取大吉ラパーク岸和田店
- G鍼灸整骨院
- ヒロタの蔵トランクルーム
- 着楽楽きもの教室
- select SIM岸和田
- Lash Rush
- クイックカットBB
- たばこ館
- リペアマジック
- Lily
- ひとみ薬局
- スポーツクラブビッグ・エス岸和田
- 公文書写春木ラパーク教室
- パソコン教室ラパーク岸和田教室

アミューズメント
- トイコンプ岸和田店
- キネクト
- GiGO
- カラオケレインボー
- BOWL123(ボウリング店)
- 123春木ラパーク店(パチンコ店)

## 近隣施設
- 岸和田競輪場
- 弥栄神社
- だんぢり湯

## 所在地
大阪府岸和田市春木若松町21-1

## 交通アクセス
- 阪神高速4号湾岸線岸和田北出入口より車で約5分
- 南海本線春木駅よりなんば方面改札利用で徒歩3分、和歌山市方面改札利用で徒歩6分(踏切を渡る必要あり)